# يوهان لودفيغ هايبرغ (مؤرخ)
يوهان لودفيغ هايبرغ (بالدنماركية: Johan Ludvig Heiberg)‏ (1854 - 1928 م) هو عالم لغة و مؤرخ دنماركي. وكان أستاذ اليونانية وآدابها في كوبنهاغن. عني بالرياضيات القديمة.